# Кофейная кислота
Кофейная кислота (3,4-диоксикоричная кислота) — ароматическое органическое соединение, двухатомный фенол, непредельная карбоновая кислота с формулой (HO)2C6H3CH=CHCOOH. Содержится во всех растениях, так как является  промежуточным продуктом в биосинтезе лигнина.

## Получение
- Кипячением со щелочью кофедубильной кислоты, находящейся в кофе;
- Из протокатехового альдегида (HO)2C6H3—COH реакцией Перкина.

## Свойства
Кофейная кислота представляет собой жёлтые моноклинные кристаллы, растворимые в воде и спирте, трудно растворимые в эфире.

## Биологическая роль
Кофейная кислота содержится во всех растениях, так как является  промежуточным продуктом в биосинтезе лигнина и других биологически активных веществ.

## Применение
- Кофейная кислота, как показывают исследования, тормозит канцерогенез, хотя по другим данным, она проявляет возможные канцерогенные эффекты[источник не указан 3474 дня].
- Кофейная кислота также проявляет иммуномодулирующую и противовоспалительную активность[источник не указан 3474 дня].